# Royal Air Force

Flagge der Royal Air Force

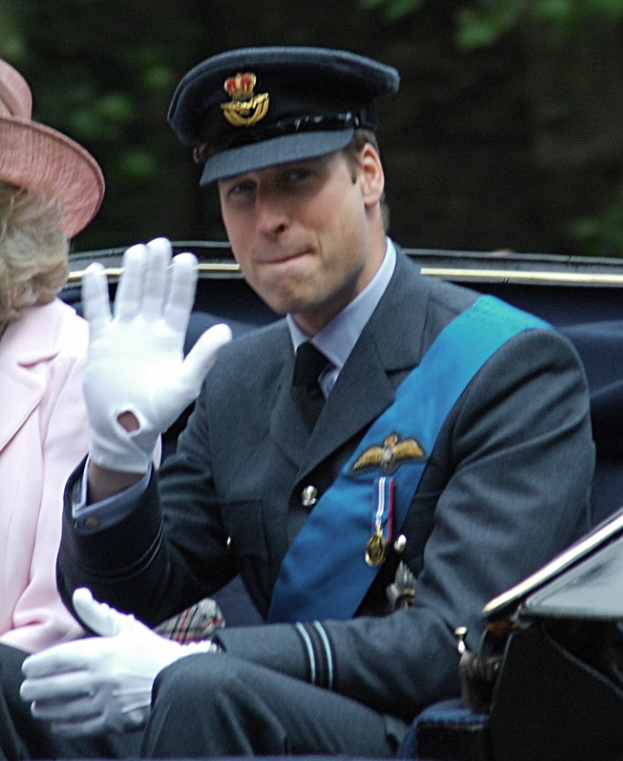
Prince William, Prince of Wales in einer Paradeuniform der RAF

Royal Air Force (offizielle Abkürzung RAF, inoffiziell auch R. A. F.) ist die Bezeichnung für die Luft- und Weltraumstreitkräfte des Vereinigten Königreichs Großbritannien und Nordirland, seiner Überseegebiete und Kronbesitzungen. Die „Royal Air Force“ war die erste als selbständige Teilstreitkraft organisierte Luftwaffe der Welt.

## Geschichte der Royal Air Force

### Vorläuferorganisationen
Die ersten militärisch genutzten Luftfahrzeuge in den „Armed Forces of the Crown“, den Streitkräften des Vereinigten Königreichs, unterstanden dem Flugstab des Corps of Royal Engineers, den Pioniertruppen der British Army. Diese Einheiten wurden durch königliche Anordnung am 13. April 1912 in das Royal Flying Corps (RFC) überführt, das offiziell die direkte Vorläuferorganisation der späteren Royal Air Force war. Am Ende des Jahres 1912 unterstanden dem RFC bereits 12 bemannte Ballons und 36 Doppeldecker-Kampfflugzeuge. Zeitgleich stellte die „Royal Navy“ im Jahr 1912 unautorisiert ihren eigenen Marinefliegerverband auf, den „Royal Naval Air Service (RNAS)“, der am 1. Juli 1914, einen knappen Monat vor Beginn des Ersten Weltkrieges, offiziell anerkannt wurde. Beim Eintritt des Vereinigten Königreichs in den Ersten Weltkrieg am 4. August 1914 hatte der „Royal Naval Air Service“ mehr Flugzeuge unter seiner Kontrolle als das „Royal Flying Corps“. Die „Royal Navy“ unterhielt 12 Luftschiffhäfen entlang der britischen Küste vom im Nordosten in Schottland gelegenen Dorf Longside in Aberdeenshire bis zur im Westen gelegenen walisischen Insel Anglesey.

### Gründung im Ersten Weltkrieg
Die Herausforderungen des Ersten Weltkrieges – das Vereinigte Königreich hatte unter seiner Zivilbevölkerung durch die Bombenangriffe deutscher Zeppeline und Bombenflugzeuge annähernd 3500 Tote und viele Verwundete zu beklagen – trugen entscheidend dazu bei, bereits 1916 erste Überlegungen einer Zusammenführung der britischen Heeresflieger des „Royal Flying Corps (RFC)“ mit den britischen Marinefliegern im „Royal Naval Air Service (RNAS)“ aufkommen zu lassen, um künftig eine wirksame Verteidigung des britischen Luftraums zu gewährleisten. Diese Überlegungen wurden schließlich am 1. April 1918 mit dem Zusammenschluss beider Fliegerverbände zu einer von Land- und Seestreitkräften unabhängigen Teilstreitkraft, der „Royal Air Force“, in die Tat umgesetzt. Damit war die britische „Royal Air Force“ die erste als selbstständige Teilstreitkraft organisierte Luftwaffe der Welt. Sie unterstand dem Befehl des „Air Ministry“, des britischen Luftfahrtministeriums. Ihr erster militärischer Oberbefehlshaber wurde Hugh Trenchard.
Zum Zeitpunkt der Gründung der RAF im April 1918 hatte das RFC über 150 Fliegerstaffeln verfügt. Der RNAS hatte zu diesem Zeitpunkt eine Personalstärke von 67.000 Mann und über 2.949 Flugzeuge, 103 Luftschiffe und 126 Küstenstationen verfügt. Damit war sie die größte Luftwaffe der Welt, ihr Hauptquartier befand sich im ehemaligen Hotel Cecil in London. Der Angriff auf die Luftschiffhallen von Tondern am 19. Juli 1918 war der militärgeschichtlich erste Luftangriff von einem Flugzeugträger auf ein Ziel an Land. Gegen Ende des Krieges verfügte die RAF über 4.000 Kampfflugzeuge und 114.000 Soldaten. Im Oktober 1918 war die RAF in 217 Squadrons organisiert. Zu den erfolgreichsten Jagdfliegern im Ersten Weltkrieg zählten die RAF-Piloten James McCudden und Edward Mannock.
Siehe auch: Abschnitt „Erster Weltkrieg“ im Artikel „Luftkrieg“

### Zwischenkriegszeit (1918–1939)
Die Überzeugung Trenchards, der bis 1929 Chief of the Air Staff war, dass „die moralische Wirkung eines Bombardements in einem Verhältnis von 20:1 zur materiellen Wirkung steht“, wurde zum Grundstein des strategischen Denkens der RAF nach dem Ersten Weltkrieg. Der Bombenkrieg wurde ihr ganzer Daseinszweck. Die Zusammenarbeit mit Heer und Marine verlor in der Zwischenkriegszeit an Bedeutung. Die Worte des Premierministers Stanley Baldwin „der Bomber kommt immer durch“ nahm Züge eines Glaubensdogmas an und beeinflusste die Planungen stark.
Zwischen dem Ersten Weltkrieg und dem Zweiten Weltkrieg übernahm die RAF auch Transportaufgaben für die Post und beim Gütertransport. Militärisch wurde sie in dieser Zeit für sogenannte Polizeiaufgaben in den britischen Kolonien eingesetzt. So evakuierte die „Royal Air Force“ im Jahr 1928 zum ersten Mal Zivilisten aus Afghanistan, wo es damals einen Bürgerkrieg gab.
Am 1. April 1924 wurde der Fleet Air Arm of the Royal Air Force gegründet. Dieser umfasste all jene Einheiten der RAF, welche auf Flugzeugträgern und Kampfschiffen stationiert waren.
Organisatorisch gliederte sich die RAF seit 1936 in die Oberkommandos „Fighter Command“, „Bomber Command“ und „Coastal Command“, die 1938 um das „Maintenance Command“ erweitert wurden. Zum ersten Oberkommandeur des neu geschaffenen „Fighter Command“ wurde Hugh Dowding berufen. Der „Fleet Air Arm“ stand ab 14. Mai 1937 wieder unter dem Kommando der Royal Navy.

#### Aufrüstungsplanungen
Als 1934 ein künftiger Krieg gegen das Deutsche Reich allmählich in den Bereich der Möglichkeiten kam, formulierte die britische Regierung einen auf fünf Jahre angelegten Plan („Plan A“) zur Erweiterung der britischen Luftstreitkräfte, der die Aufstellung einer starken Streitmacht von Bombern zum Angriff auf Deutschland sowie die Schaffung eines Luftverteidigungssystems zur Abwehr deutscher Luftangriffe vorsah. Dieser Plan wurde in wesentlichen Teilen entsprechend dem ursprünglichen Entwurf umgesetzt. Der Aufbau eines Netzes von Fliegerhorsten in Südengland und die Ausbildung eines Kaders von Piloten und Besatzungen hatten dabei Priorität. Die Ausrüstung der Royal Air Force mit modernen Kampfflugzeugen konnte dagegen erst gegen Ende des Planungszeitraums stattfinden. Das Fehlen einer einsatzbereiten Luftwaffe beeinflusste die britische Politik und wird häufig als einer der Gründe für Chamberlains Appeasement-Politik angesehen. Demgegenüber war sich die Führung des Deutschen Reiches der von seinen aufgerüsteten Streitkräften ausgehenden Drohwirkung bewusst. Das traf im Besonderen auf die neu geschaffene deutsche Luftwaffe zu.
Nachfolger von Viscount Swinton als „Secretary of State for Air“ (Luftfahrtminister) wurde im Zuge einer Kabinettsumbildung Kingsley Wood, der das Amt von 1938 bis 1940 innehatte. Kurz nach Amtsantritt gab er bekannt, die „Air Expansion Scheme“ (Luftrüstungsplanung) des Vereinigten Königreichs revolutionieren zu wollen.

#### Radarentwicklung
Nach erfolgreichen Testergebnissen steckte man viel Geld in die britische Radarentwicklung. Bereits im Januar 1936 waren für alle Aspekte der Radarortung (Entfernung, Höhenwinkel und Ortungsrichtung) Lösungen gefunden. Sogar das Prinzip eines Zielfolgeradars konnte am 20. Juni 1939 vor Winston Churchill praktisch demonstriert werden.
Im Jahre 1937 begann man, an der Ostküste der britischen Insel eine Kette von 20 Küsten-Radar-Stellungen, die sogenannte Chain Home, zu installieren. Sie arbeitete bei 10 bis 13,5 m Wellenlänge (22 bis 30 MHz), sendete 25 Pulse pro Sekunde mit 200 kW Leistung und hatte eine Reichweite von 200 km. Ab Karfreitag 1939 war diese Radarkette im 24-Stunden-Dauerbetrieb.

### Zweiter Weltkrieg (1939–1945)

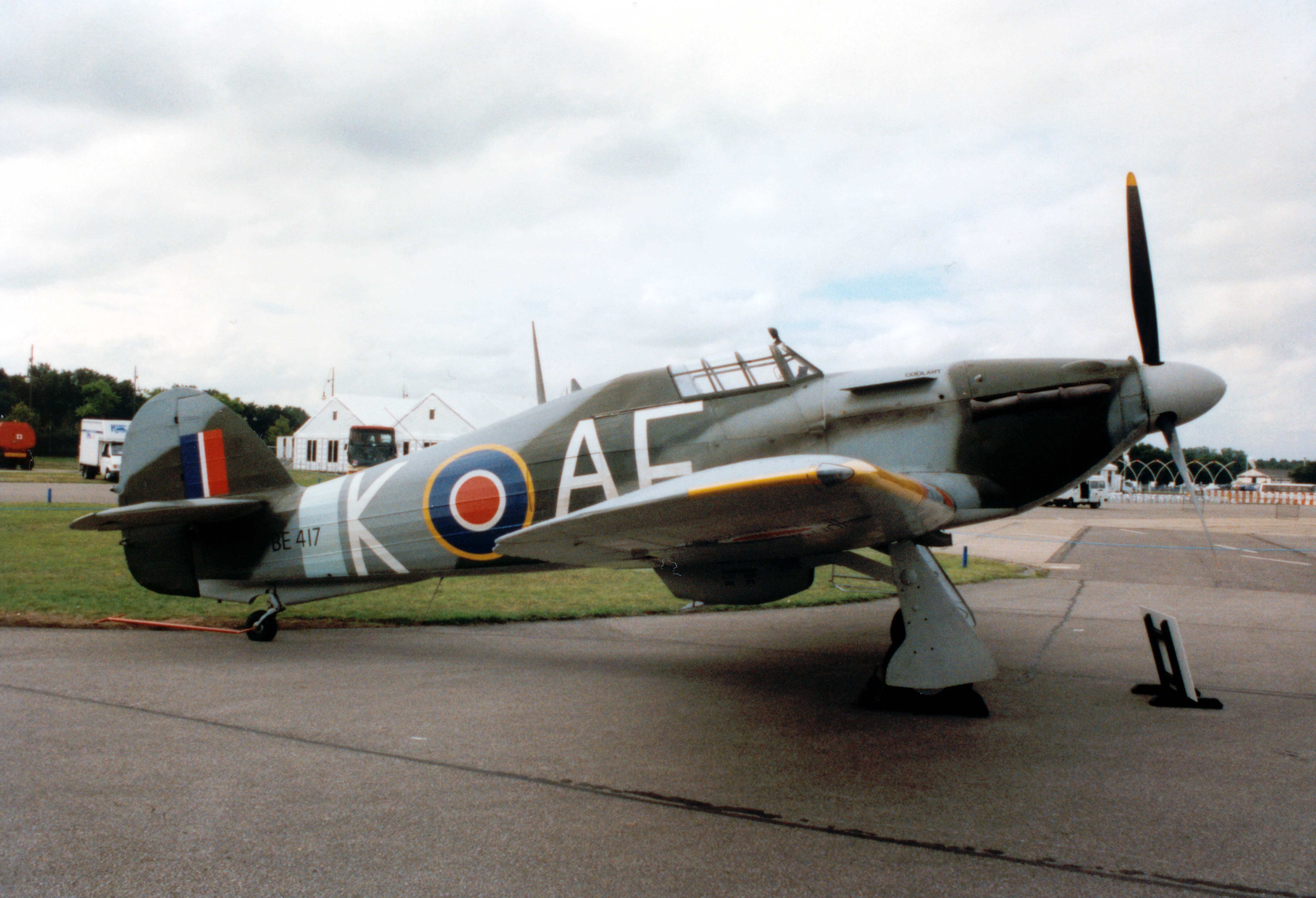
Hawker Hurricane Jagdflugzeug

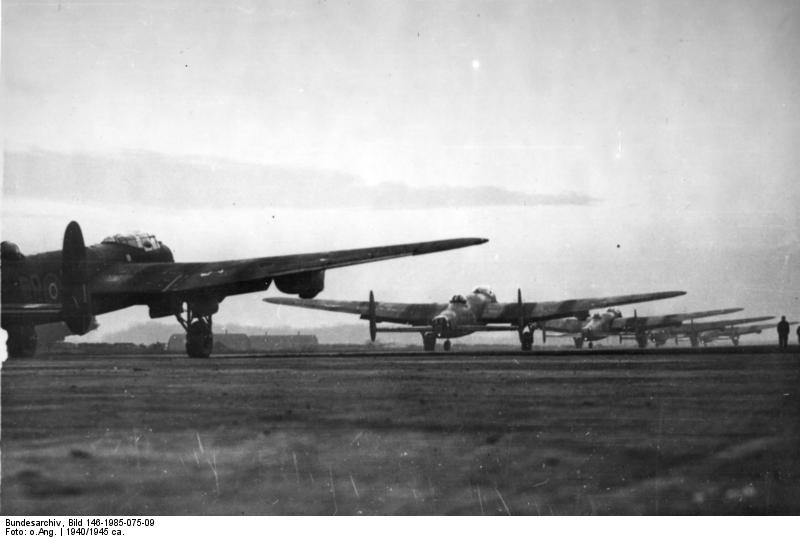
Royal-Air-Force-Bomber, 1940

Am 1. September 1939 hatte die Wehrmacht den Überfall auf Polen begonnen. Das Vereinigte Königreich und Frankreich erklärten dem Deutschen Reich daraufhin nach Ablauf eines Ultimatums am 3. September 1939 gemeinsam den Krieg.
Erst zu Beginn des Zweiten Weltkrieges begann das Vereinigte Königreich, seine Flugabwehrkanonen durch neue Modelle zu ersetzen. Das schwedische 40-mm-Bofors-Geschütz erwies sich hierbei als effektive Waffe (Reichweite 4000 m).
1939 wurde bei den ersten RAF-Angriffen auf deutsche Kriegsschiffe und Marinestützpunkte an der Nordsee deutlich, dass durch Suchradar geführte Jagdflugzeuge der Luftwaffe die Bomber zum Kampf stellen und den Bomberformationen trotz ihrer Abwehrbewaffnung vernichtende Verluste zufügen konnten. Bei einem britischen Luftangriff am 4. September 1939 auf Wilhelmshaven und Brunsbüttel kam es zu einem Luftgefecht; sieben von 24 Bombern des RAF Bomber Command wurden abgeschossen. Beim ersten großen Einsatz gegen den deutschen Flottenstützpunkt Wilhelmshaven am 18. Dezember 1939 kam es zum Luftgefecht über der Deutschen Bucht; dabei „starb“ der Mythos, dass ein massiver Bomberangriff, bei dem sich die Flugzeuge mit ihren Abwehrwaffen gegenseitig deckten, immer „durchkam“. Diese Erfahrung ließ das britische Luftverteidigungssystem als wesentlich wichtiger erscheinen als man vor dem Krieg erwartet hatte. Bomber erwiesen sich als weniger wirkungsvoll als gedacht. Trotzdem hielten die Briten an der Erwartung fest, dass Bombenangriffe gegen die Zivilbevölkerung kriegsentscheidend sein würden („morale bombing“).
Während des Zweiten Weltkrieges wurde die Kommandostruktur der „Royal Air Force“ 1940 um das „Flying Training Command“ und 1943 das „Transport Command“ erweitert.

#### Westfeldzug und Unternehmen Seelöwe
Als die Wehrmacht am 10. Mai 1940 den Westfeldzug begann, endete der Sitzkrieg. Mitte Mai 1940 flog die RAF ihren ersten Angriff gegen das westliche Deutschland. Ziel war Mönchengladbach.
Seit Mitte Juni 1940 traf die Wehrmacht konkrete Maßnahmen für die Umsetzung des „Unternehmens Seelöwe“, der geplanten Invasion des Vereinigten Königreichs. Diese Operation scheiterte aus mehreren Gründen. Einer der Gründe bestand in der Stärke der Royal Navy. Letztlich musste dieser Plan von deutscher Seite aufgegeben werden.
Nach der Niederlage Frankreichs begann im August 1940 die Luftschlacht um England („Battle of Britain“). Die deutsche Luftwaffe war der RAF zahlenmäßig überlegen, dennoch verteidigte die RAF erfolgreich den britischen Luftraum gegen die Luftwaffe und fügte ihr schwere Verluste zu. Die Luftwaffe erreichte weder das Ziel, durch Bombardierungen Friedensverhandlungen herbeizuzwingen, noch konnte sie die Luftherrschaft über einem möglichen Invasionsraum für Bodentruppen im Süden Englands erringen.
Die deutschen Luftangriffe richteten sich in der Endphase der Luftschlacht um England gegen den Großraum London („The Blitz“), sowohl gegen die Zivilbevölkerung, als auch gegen Produktionseinrichtungen und Hafenanlagen.
In der Nacht vom 27. auf den 28. Februar 1942 gelang den Briten die Kommando-Operation Biting. Sie erbeuteten Teile einer deutschen Radaranlage vom Typ 'Würzburg' und gewannen die wichtige Erkenntnis, dass deren Sendefrequenz nicht verändert werden konnte. Diese Erkenntnis ermöglichte es, die ideale Länge für Stanniolstreifen („Düppel“) zu berechnen. Diese Streifen (in Deutschland bald „Lametta“ genannt) warfen britische Flugzeuge bei Angriffen ab. Die Deutschen sahen auf ihren Bildschirmen „Signalwolken“ und nicht mehr einzelne Flugzeuge. Diese Infos wären für Flugabwehr und Flak nützlich gewesen. Die Stanniolstreifen retteten tausende Flugzeuge vor dem Abschuss; England hätte nicht die Kapazitäten gehabt, bei einer höheren Abschussquote die Zahl seiner Flugzeuge beizubehalten (= Verluste zeitnah zu ersetzen).
Im April 1943 landete ein Nachtjäger vom Typ Ju 88 C-6 mit einem Bordradar vom neuen Typ Lichtenstein FuG 202 B/C in England. Dadurch gewannen die Briten wertvolle Erkenntnisse über dieses Radar, unter anderem dessen verwendete Wellenlänge (75 cm). Sie warfen alsbald auch 37,5 cm lange Düppel (in England als Window bezeichnet) ab; dies machte das Bordradarsystem für einige entscheidende Wochen im Frühsommer 1943 weitgehend nutzlos.

#### Bombenangriffe
Ab dem Sommer 1942 flogen amerikanische (USAAF) und britische (RAF)-Bomberflotten kontinuierlich schwere Angriffe gegen Städte und Industrieanlagen in Deutschland, im vom Deutschen Reich besetzten Europa und in Italien (siehe dazu auch den Artikel Luftkrieg). Die Verteidigung des deutschen Luftraumes schien zunächst möglich (wenn auch schwierig). Das RAF Bomber Command flog in dieser Zeit zumeist Nachtangriffe und versuchte gezielte Bombardements auf die Infrastruktur und Rüstungsindustrie (wobei ihre Trefferquote klein war und nur langsam anstieg).
Ab Sommer 1943 begannen Bomberverbände der im Vereinigten Königreich stationierten 8th Air Force, zusammen mit der RAF unter ihrem Oberkommandierenden Sir Arthur Harris Flächenbombardements durchzuführen (Area Bombing Directive vom Februar 1942). Die Bomberflotte der RAF war nun bis zu 1000 Flugzeuge stark („Tausend-Bomber-Angriff“), viele davon schwere viermotorige Bomber. Die deutsche Luftabwehr war – auch aufgrund der Belastungen eines Mehrfrontenkrieges – zunehmend überfordert. Das Bomber Command der RAF stimmte seine Einsätze mit der 8th Air Force und der später von Italien aus operierenden 15th Air Force ab. Bis Kriegsende flogen beide Flächenbombardements auf Wohngebiete deutscher Großstädte, bei denen Brand- und Phosphorbomben gezielt dazu eingesetzt wurden, große Brände oder sogar Feuerstürme zu entfachen, um eine möglichst großflächige und vollständige Zerstörung zu verursachen.
Über 20 solcher Angriffe verursachten Feuerstürme, unter anderem in Dresden (1945), Hamburg (1943), Pforzheim, Kassel, Frankfurt, Köln und Würzburg. Das Ziel dieser Aktionen sollte es sein, den Willen der deutschen Bevölkerung zu brechen. 
Ob diese Art der Kriegführung ethisch vertretbar oder einen militärischen Nutzen hatte, ist umstritten; dass diese Angriffe unzählige menschlichen Tragödien verursachten und großes Leid brachten, ist unstrittig. Auch lassen die – international nicht ratifizierten – Haager Luftkriegsregeln sowie die Auslegung einiger Artikel der Haager Landkriegsordnung eine Bewertung dieser unterschiedslosen Flächenbombardements als völkerrechtswidrig zu. Man kann die These vertreten, dass Deutschland mit seinen Luftangriffen einen strategischen Luftkrieg gegen Teile der britischen Zivilbevölkerung führte; die alliierten Flächenbombardements der letzten Kriegsjahre waren jedoch viel umfangreicher, intensiver und zielgerichteter auf die Zivilbevölkerung. 

### Kalter Krieg (1945/47–1989)
Während der Ära des Kalten Krieges kam im Jahr 1958 das „Signals Command“ zur bestehenden Kommandostruktur hinzu.

#### RAF Germany

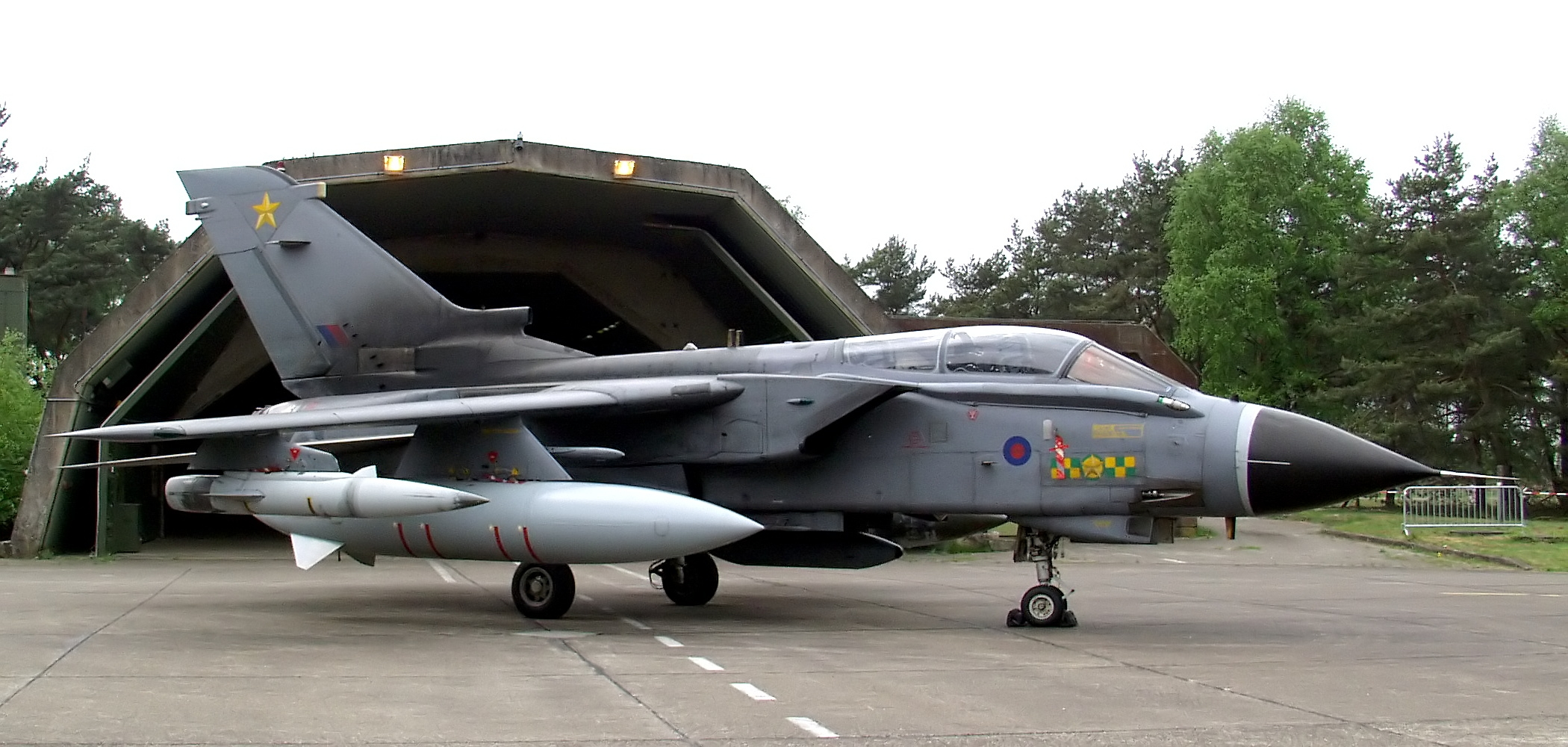
Panavia Tornado der 31. Staffel

Vickers VC10 Tankflugzeug

Nach dem Zweiten Weltkrieg blieben Einheiten der RAF als RAF Germany in Nordwestdeutschland stationiert. Hinzu kam noch RAF Gatow in Berlin. Zuletzt schloss die RAF Germany Anfang der 1990er Jahre die Basen RAF Gütersloh und RAF Wildenrath, später dann RAF Laarbruch und zuletzt 2002 RAF Brüggen.

#### Beteiligung an anderen kriegerischen Auseinandersetzungen
Im Koreakrieg (1950–1953) spielte die RAF nur eine marginale Rolle. In der Suezkrise 1956 wurde die RAF von Britisch-Zypern und Malta aus in umfangreichen Operationen eingesetzt. 1968 wurden Verwaltung und Strukturen der RAF, die seit 1936 Bestand hatten, reformiert. Die bedeutendste Änderung war die Schaffung des „Strike Command“ in High Wycombe. Diese Kommandozentrale koordiniert nun gemeinsam Bomber und Jagdflugzeuge, die zuvor verschiedenen Institutionen der RAF unterstellt waren. 1971 wurde die RAF im Zuge der Truppenverkleinerung aus dem südasiatischen Raum abgezogen. Wenig später folgte der Abzug aus dem arabischen Raum.
Im Falklandkrieg (1982) bemerkten RAF und Royal Navy die Folgen der Abrüstungen. Neben den Patrouilleneinsätzen über dem Atlantik wurden vor allem Hubschrauber und Kampfflugzeuge von den Flugzeugträgern der Royal Navy eingesetzt. Zusätzlich flogen im Rahmen der Operation Black Buck Vulcan Bomber von Ascension im Atlantik sieben Einsätze gegen die argentinische Luftabwehr und eine Landebahn.

### Entwicklung von 1990 bis heute

#### Militärische Einsätze
Im Zweiten Golfkrieg 1991 wurden 100 Kampfflugzeuge, Bomber und Hubschrauber der RAF eingesetzt, dabei wurde zum ersten Mal präzisionsgelenkte Munition eingesetzt.

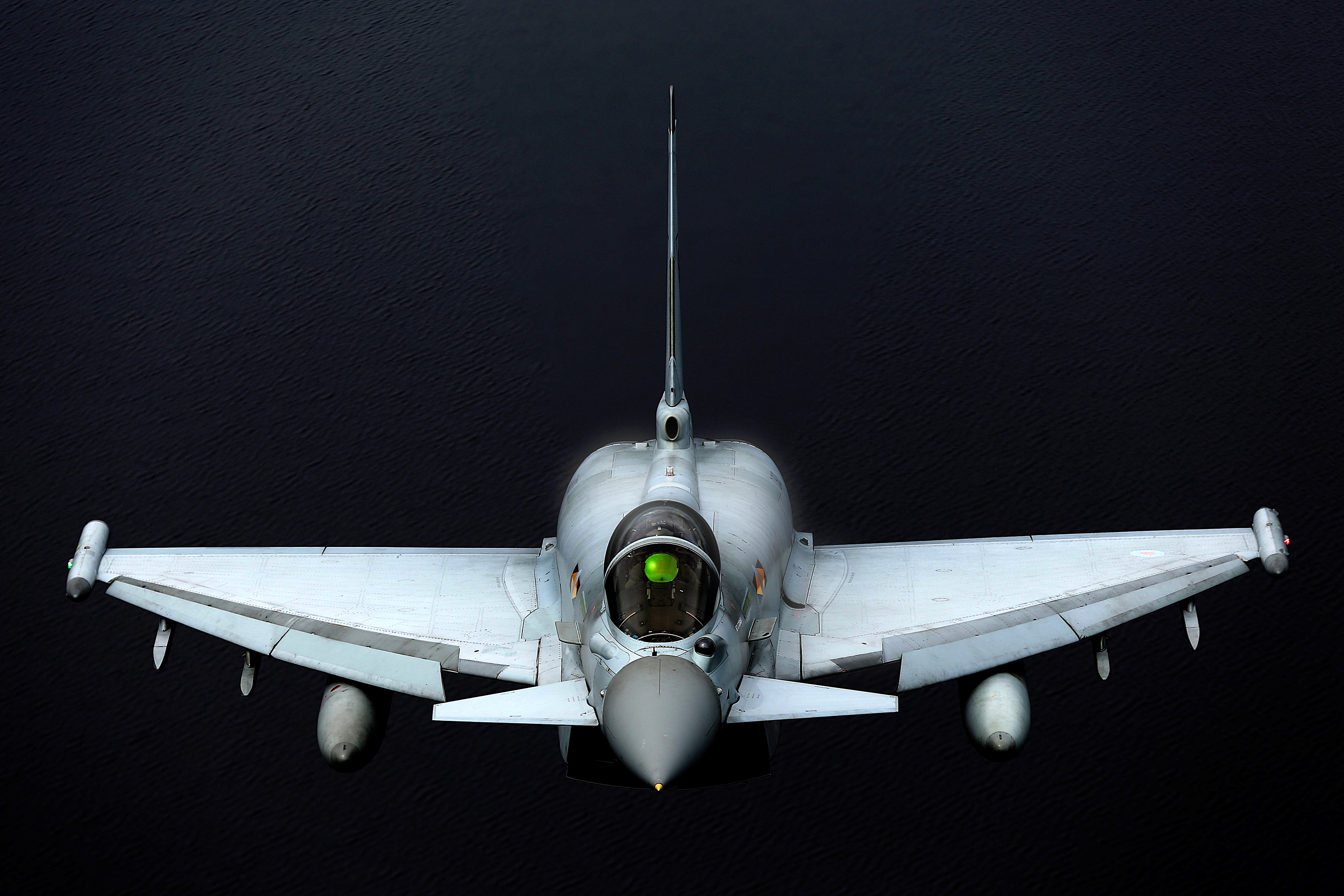
Ein britischer Eurofighter Typhoon F2 im Flug über die Ostsee

Die RAF beteiligte sich seit 1995 an allen größeren Konflikten, so unter anderem im Kosovokrieg 1999 und ab 2001 im Kampf gegen den Terror in Afghanistan, intern als Operation Harrick bezeichnet. Auch im „Dritten Golfkrieg“ ab 2003 wurde durch die Royal Air Force Jagdbomber eingesetzt, wobei sie ein Flugzeug verlor: Ein Tornado GR4 wurde bei der Rückkehr von einem Einsatz versehentlich durch eine amerikanische Patriot-Rakete abgeschossen. Ab 19. März 2011 beteiligten sich mehrere Eurofighter, Tornado-Kampfflugzeuge und Transport- und Überwachungsflugzeuge an der Umsetzung der UN-Resolution 1973. Dazu griff die RAF Bodenziele in Libyen an, um Truppen des Gaddafi-Regimes von Luftangriffen auf die eigene Bevölkerung abzuhalten.
In der Nacht vom 13. auf den 14. April 2018 griffen vier Kampfflugzeuge vom Typ Tornado ein militärisches Ziel in Syrien an. Dieses befand sich 24 km westlich von Homs. In dem gleichen Zeitraum griffen auch Frankreich und die USA Ziele in Syrien an.
Darüber hinaus wurden viele Luftfahrzeugmuster, die bereits seit mehreren Jahrzehnten eingesetzt worden waren, durch neuere Luftfahrzeuge ersetzt. Das betraf zum einen die Aufklärungs-, aber auch die Tankflugzeugflotte. Sowohl die British Aerospace Nimrod als auch die Vickers VC10 wurden durch neuere Lösungen ersetzt.

#### Humanitäre Einsätze
Neben dem Engagement in Kampfeinsätzen wurde die Transportflugzeugflotte der britische Luftstreitkräfte ebenfalls humanitär eingesetzt. So wurden nach dem Tsunami vom 26. Dezember 2004 ca. 20 Transportflugzeuge zur Katastrophenhilfe eingesetzt, die auch in der Rolle zur medizinischen Evakuierung (MedEvac) eingesetzt werden konnten. Der Einsatz umfasste Hilfslieferungen und das Ausfliegen von Touristen und Verletzten. Außerdem beteiligte sich die Royal Air Force ab März 2015 mit C-130-Transportflugzeugen an der UN-Mission UNMISS im Südsudan bei der Versorgung abgelegener Gegenden mit Nahrung und technischen Hilfsgütern, auch nach dem Erdbeben in Nepal im April 2015 halfen die Besatzungen.

#### Sonstige Einsätze
Am 13. September 2022 wurde der Leichnam der auf Balmoral Castle in Schottland verstorbenen Königin Elisabeth II. mit der Boeing C-17 ZZ177 der Royal Air Force vom Flughafen Edinburgh nach RAF Northolt überführt. Dieses war bis zu diesem Zeitpunkt mit über 5 Millionen gleichzeitigen Aufrufen der im Internet meistverfolgte Flug in der Unternehmensgeschichte von Flightradar24.

## Organisation
Die oberste Führungsebene der RAF ist das Air Force Board, dem Minister, Staatssekretäre und hohe Militärs angehören. Ihm unterstehen die weiteren rein militärischen Führungsebenen Command, Group, Station, Wing und Squadron. Die beiden oberen Ebenen sind alle in RAF High Wycombe in Buckinghamshire beheimatet:
- Air Command, verantwortlich für alle Operationen, heute das einzige Kommando der RAF
  - 1 Group, ihr unterstehen alle Kampfflugzeug-Stützpunkte
    - Typhoon Force, mit Hauptquartier in RAF Coningsby und Stützpunkten dort und in Lossiemouth
    - Lightning Force, mit Hauptquartier in RAF Marham
    - ISTAR Force, mit Hauptquartier in RAF Waddington und Stützpunkten dort, in Leeming und Lossiemouth

  - 2 Group, die Einsatzunterstützungsgruppe, der die Transport- und Tankflugzeuge, die SAR-Hubschrauber und die Bodentruppen der RAF Regimenter unterstellt sind
    - Air Mobility Force, mit Hauptquartier in RAF Brize Norton und Stützpunkten dort und in Northolt (VIP-Flotte)
    - RAF Regiment, mit Hauptquartier in RAF Honington und Stützpunkten auf weiteren Flugplätzen

  - 11 Group, die Einsatzführungsgruppe, mit Hauptquartier in RAF High Wycombe[28]
  - 22 Group, zuständig für alle Personal- und Schulungsfragen, der Group sind die Trainingseinheiten für die Pilotenausbildung unterstellt und das
    - Joint Helicopter Command

  - Director Special Forces/Joint Special Forces Aviation Wing
  - Permanent Joint Headquarters mit Hauptquartier in Northwood, dem die Stützpunkte im Ausland (u. a. Zypern, Falklandinseln) unterstehen und die
    - 83 Expeditionary Air Group Al Udeid Air Base in Katar[29]

Für eine Übersicht der wichtigsten Militärflugplätze, Flying Stations, siehe nebenstehende Karte sowie den

## Ausrüstung

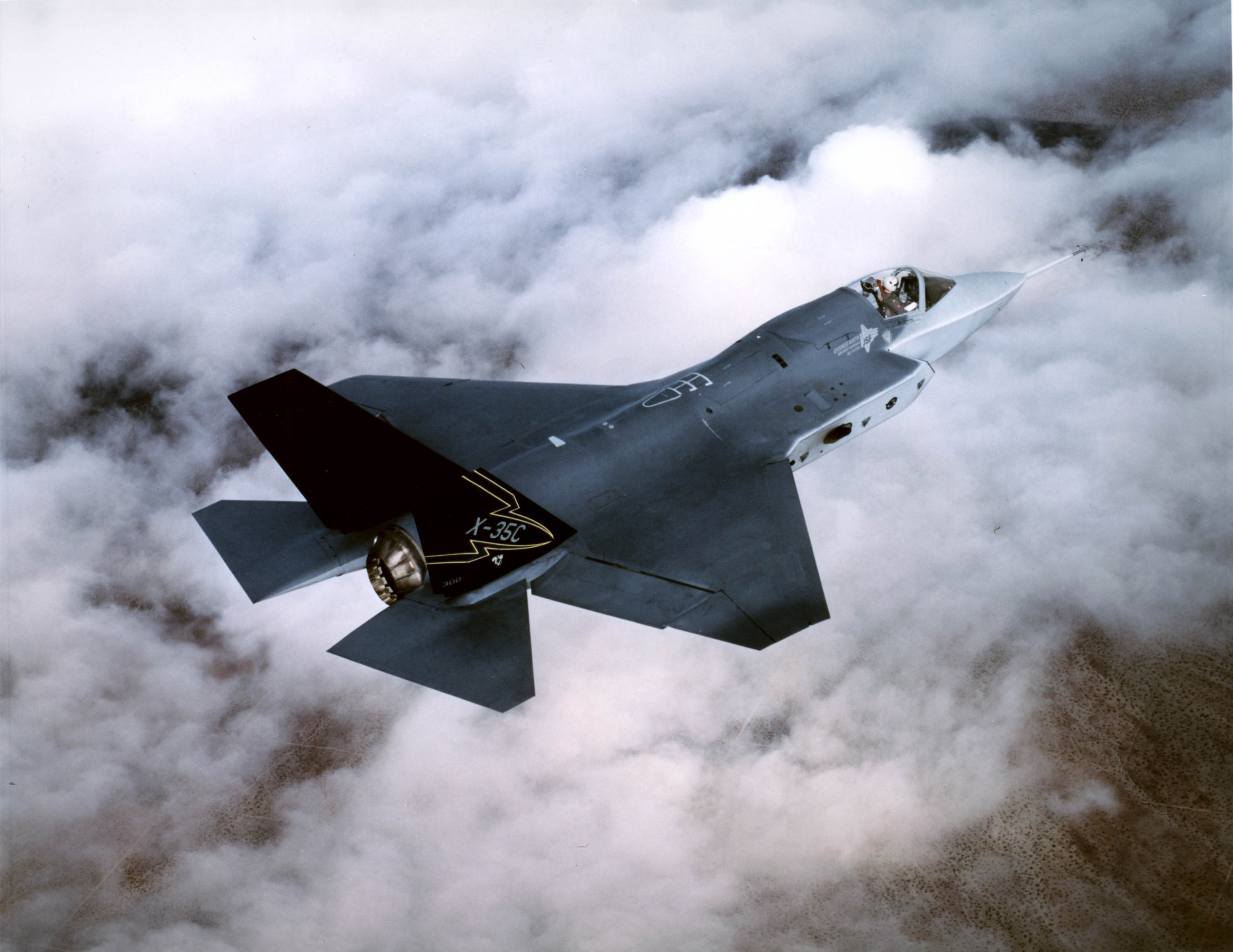
F-35 Lightning II

| - Für noch aktive Luftfahrzeuge der RAF siehe: Liste der Flugzeuge und Hubschrauber der Royal Air Force. - Für nicht mehr im Dienst stehende Luftfahrzeuge siehe: Historische Flugzeuge der Royal Air Force. |

### Zukunftsplanung
Der Zulauf der Typhoon-Jets sowie die Modernisierung der Hubschrauberflotte nähern sich ihrem Ende. Der Ersatz der Hercules C5 durch die A400M Atlas C1 sollte 2022 komplett abgeschlossen sein.
Die aktuell teuerste Investition ist der Ersatz der Tornado GR4 durch die F-35B Lightning II, die gemeinsam mit der Royal Navy beschafft werden. Diese wird auch Haupt-Nutznießer der Bestellung von neun P-8A Poseidon sein.
Bei den Schulflugzeugen soll unter anderem die Tucano T1 bis 2019 durch die Texan II ersetzt werden und die heute eingesetzten Schulhubschrauber (für alle Teilstreitkräfte gemeinsam) ab 2018 durch Eurocopter EC 135 und einige wenige H145 Jupiter.
Die Royal Air Force beschaffte 2007 mit den MQ-9 Reaper die ersten Kampfdrohnen und setzt sie seitdem weltweit ein. Das britische Verteidigungsministerium plante 2020, seine Drohnen-Flotte mit bis zu 26 „Protector“ Drohnen (dem Nachfolgemodell des Reaper) zu modernisieren.

## Dienstgrade
In der Regel übernehmen die Luftstreitkräfte die Ränge des Heeres. Nicht so bei der RAF. Die Royal Air Force hat – im Gegensatz zu fast allen anderen Luftstreitkräften – ein ureigenes System von Rangbezeichnungen entwickelt, welches sich an den Bezeichnungen der Einheiten (Staffel, Gruppe, Geschwader) orientiert.
|  |  |  |  |

|  |  |  |  |  |  |  |

|  |  | Kein Äquivalent |

|  |  |  | Kein Abzeichen |

Anmerkungen
1. Der Air Commodore (OF-6) ist, im Gegensatz zu vielen anderen Armeen, kein Angehöriger der Generalität.
2. Die Royal Air Force hat nur einen Unteroffiziersdienstgrad mit dem Titel Warrant Officer und hat damit keine Äquivalent zum Warrant Officer Class 2, wie etwa die British Army oder die Royal Navy.
3. Der Sergeant Aircrew, der Flight Sergeant Aircrew und der Master Aircrew sind eine besondere Gruppe von Dienstgraden, die innerhalb fliegender Verbände vergeben werden.
4. Der Marshal of the Royal Air Force ist ein Dienstgrad, der für Zeiten des Krieges reserviert ist und in Friedenszeiten nur ehrenhalber an verdiente herausragende Offiziere der RAF oder Angehörige des Königshauses vergeben wird.

## Persönlichkeiten
Folgende Persönlichkeiten sind mit der Royal Air Force verbunden (in chronologischer Reihenfolge):
- Hugh Trenchard, 1. Viscount Trenchard, Marshal of the Air Force 1918–1929
- Arthur Harris, Air Marshal 1941–1945
- Hugh Dowding, Air Marshal 1933–1940
- Charles Portal, Air Chief Marshal 1940–1945